# Nadia Power
Nadia Power (* 11. Januar 1998) ist eine irische Leichtathletin, die sich auf den Mittelstreckenlauf fokussiert hat.

## Sportliche Laufbahn
Erste internationale Erfahrungen sammelte Nadia Power im Jahr 2013, als sie beim Europäischen Olympischen Jugendfestival in Utrecht im 1500-Meter-Lauf in 4:36,06 min den fünften Platz belegte. Zwei Jahre später nahm sie über dieselbe Distanz an den Jugendweltmeisterschaften in Cali teil, konnte dort aber ihren Vorlauf nicht beenden. 2017 erreichte sie bei den U20-Europameisterschaften in 4:28,60 min Rang elf und 2019 gewann sie bei den U23-Europameisterschaften in Gävle in 2:06,68 min die Bronzemedaille im 800-Meter-Lauf hinter den Britinnen Jemma Reekie und Ellie Baker. Im Dezember belegte sie bei den Crosslauf-Europameisterschaften in Lissabon nach 18:40 min in der Mixed-Staffel den siebten Platz. Innerhalb von acht Tagen im September 2020 stellte Power in Italien einen neuen irischen U23-Rekord von 2:01,01 min auf und gewann auf der „Continental Tour“ in Zagreb. 2021 stellte sie beim Copernicus Cup in Toruń mit 2:00,98 min einen neuen irischen Hallenrekord auf, der aber nur wenige Tage Bestand hatte. Anfang März gelangte sie bei den Halleneuropameisterschaften ebendort bis in das Halbfinale und schied dort mit 2:04,04 min aus. Über die Weltrangliste qualifizierte sie sich für die Olympischen Spiele in Tokio, schied dort aber mit 2:03,74 min in der ersten Runde aus.
Bei den Crosslauf-Europameisterschaften 2022 in Turin belegte sie mit der irischen Mixed-Staffel in 17:56 min den neunten Platz.
2019 wurde Power irische Meisterin im 800-Meter-Lauf im Freien sowie 2020 in der Halle.

## Persönliche Bestzeiten
- 800 Meter: 2:01,01 min, 8. September 2020 in Rovereto
  - 800 Meter (Halle): 2:00,98 min, 17. Februar 2021 in Toruń
  - 1000 Meter (Halle): 2:41,29 min, 15. Februar 2020 in Glasgow
- 1500 Meter: 4:13,93 min, 10. August 2019 in Stretford
  - 1500 Meter (Halle): 4:13,60 min, 3. Februar 2022 in Ostrava
- Meile: 4:32,50 min, 22. September 2020 in Barcelona